# ルイス・イバニェス
ルイス・エセキエル・イバニェス（Luis Ezequiel Ibáñez、1988年7月15日 - ）は、アルゼンチンとクロアチアのサッカー選手。ポジションはディフェンダー。